# Zaurbek Sidakov
Zaurbek Kazbekovič Sidakov (Sidakaty) (* 14. března 1996) je ruský zápasník–volnostylař osetské národnosti.

## Sportovní kariéra
Zápasení se věnoval od 10 let v Beslanu. Připravuje se pod vedením trenérů Arčegova a Dudajeva střídavě v Beslanu a Moskvě. Od roku 2016 reprezentuje též papírově ruský Chantymansijský autonomní okruh (Surgut, Nižněvartovsk). Od roku 2018 startuje v ruské volnostylařské reprezentaci ve váze do 74 kg.

## Skandál na svatbě
Během svatebního obřadu mezi ním a jeho nastávající manželkou, došlo ke zjištění, že se nevěsta dříve živila jako prostitutka. Tato informace byla formou fotografií a kopií komunikace mezi ní a jejími klienty, rozeslána na mobilní telefony účastníkům obřadu. Za touto akcií stál bývalý milenec nevěsty a jednal tak z pomsty.

## Výsledky
| Olympijské hry     |    | —  |    |    |    |  |  |  |  |  |  |  |  |  |  |  |  |  |  |  |  |  |
| Mistrovství světa  | —  |    | —  | 1. | 1. |  |  |  |  |  |  |  |  |  |  |  |  |  |  |  |  |  |
| Evropské hry       | —  |    |    |    | 1. |  |  |  |  |  |  |  |  |  |  |  |  |  |  |  |  |  |
| Mistrovství Evropy | —  | 5. | —  | —  | —  |  |  |  |  |  |  |  |  |  |  |  |  |  |  |  |  |  |
| MS do 24 let       |    |    | —  | —  | —  |  |  |  |  |  |  |  |  |  |  |  |  |  |  |  |  |  |
| ME do 24 let       | —  | —  | 2. | 1. | —  |  |  |  |  |  |  |  |  |  |  |  |  |  |  |  |  |  |
| MS juniorů         | 3. | —  |    |    |    |  |  |  |  |  |  |  |  |  |  |  |  |  |  |  |  |  |
| ME juniorů         | —  | 2. |    |    |    |  |  |  |  |  |  |  |  |  |  |  |  |  |  |  |  |  |